# ターミナル作戦
ターミナル作戦 (Operation Terminal) は、第二次世界大戦中1942年11月の連合国軍の北アフリカ上陸作戦（トーチ作戦）時に実行された作戦。アルジェ港の港湾施設がフランス側によって破壊されて補給に支障をきたさないようにするため、駆逐艦から兵を港へ上陸させて重要施設を確保し、主力部隊到着まで保持するというものであった。この作戦計画は、1942年5月のマダガスカルのディエゴ・スアレス攻略時の成功事例をもとにしていた。
参加駆逐艦はイギリスの「マルコム」と「ブローク」、で、港入り口の鋼鉄製防材突破のため艦首が補強された。上陸部隊はアメリカ軍第34師団第135歩兵連隊第3大隊の662名（622名）とイギリス軍の77名で指揮官はアメリカのエドウィン・スウェンソン (Edwin Swenson) 中佐であった。部隊全体の指揮官はイギリス海軍のHenry Fancourt中佐であった。他へのフランス軍の移動により港の確保が容易となることを期待して、この部隊による強襲は主力の上陸後とされていた。 
第135歩兵連隊第3大隊はイギリスのベルファストでの訓練の後、巡洋艦「シェフィールド」に乗って地中海へと向かった。「シェフィールド」はジブラルタルに立ち寄った後「マルコム」、「ブローク」と合流し、上陸部隊を移乗させた。11月8日1時40分（1時30分）、2隻の駆逐艦はアルジェへの針路をとった。2隻がアルジェへ近づくと街の明かりが消えた。サーチライトの光によって視力を奪われて港内への突入に失敗し、やり直しを試みている間に「マルコム」がサーチライトに捉えられて砲撃受けた。駆逐艦は煙幕を張ったが、その結果2度目の突入にも失敗。
4時、「マルコム」が被弾。ボイラー4基の内3基の火が消えた。また、火災が発生して迫撃砲の弾薬の箱に引火したが、兵士がそれらを海中に投棄し危機は脱した。大きな損害を受けて4ノットしか出せなくなり、死者10名負傷者25名を出した「マルコム」は避退した。
「ブローク」は4度目の挑戦で港内への突入に成功。埠頭へ向かい、係留されていた船などからの攻撃を沈黙させた。乗っていた部隊は5時30分に上陸し、周辺を確保した。
8時、フランス人が現れて降伏交渉を求めてきた。一方、フランス軍は戦闘放棄の意図はないとフランス陸軍士官が言ったと、彼と会ったイギリス士官は報告した。そのような状況下でフランス軍の砲撃が開始され、「ブローク」が被弾。退避を図る「ブローク」はさらに被弾して航行不能となり、駆逐艦「ゼットランド」に曳航された。「ブローク」は11月10日に沈没した。
スウェンソンは、大混乱発生の虞や「ブローク」が撃たれ続けることになることを理由として、とどまることを選んだ。11時にアルバコア6機が港の北の砲台を攻撃して沈黙させたが、11時30分にはルノー戦車が出現。12時30分、スウェンソンは降伏した。
このような結果に終わったものの、この作戦のためフランス側による破壊活動はなされず、港はほぼ無傷で残った。
この作戦での人的被害はアメリカ人が死亡15名、負傷33名、イギリス人が死亡9名、負傷22名であった。フランス側の死者は70名ともされる。